# Park Cho-ah
Park Cho-ah (hangul: 박초아; hanja: 朴草娥; Incheon, 6 de março de 1990), mais frequentemente creditada na carreira musical apenas como Choa (hangul: 초아), é uma cantora sul-coreana. Ela tornou-se popularmente conhecida por ter sido integrante do grupo feminino AOA.

## Biografia
Choa nasceu no dia 16 de março de 1990 em Incheon, Coreia do Sul. Ela queria se tornar uma cantora, no entanto, seu pai era muito conservador e a impediu de seguir seu sonho. Choa então se matriculou em Administração de Empresas e Aviação no Inha Technical College. Choa trabalhou como vendedora de IPTV, onde realizou secretamente quinze audições para a S.M. Entertainment, sendo recusada em todas.
Choa então conheceu Juniel, com quem ficou sabendo das audições da FNC Entertainment para a formação do grupo AOA.

## Carreira

### AOA
Choa foi formalmente apresentada como integrante oficial do AOA no dia 16 de julho de 2012. Sua estreia oficial com o grupo ocorreu em 30 de julho no programa musical M! Countdown, onde elas apresentaram o single Elvis. Em 2013, Choa se tornou integrante da primeira unidade oficial do AOA, chamado AOA Black.
Em 22 de junho de 2017, Choa anunciou oficialmente sua saída do AOA, afirmando estar com problemas de depressão e insônia. Ela revelou que tentou usar medicações para ajudar, no entanto não houve nenhuma melhora em sua saúde mental. Choa anteriormente havia tido uma pausa em suas promoções com o AOA desde o lançamento do álbum de estúdio Angel's Knock. Sua saída do grupo foi oficialmente confirmada pela FNC Entertainment em 30 de junho.

### Atividades individuais
Em 12 de junho de 2013, foi anunciado que Choa iria interpretar a protagonista feminina do musical High School Musical. A FNC Entertainment divulgou diversas fotos de Choa treinamento o single Start of Something New. O musical ocorreu entre os doss 2 de julho e 1 de setembro no Blue Card Samsung Card Hall de Seul.
Em 16 de março de 2014, Choa lançou uma OST para o drama Bride of The Century.
Choa foi revelada como nova MC no programa de variedades My Little Television, exibido pela MBC. Ela mais tarde deixou o show em 19 de maio de 2015.
Choa se tornou modelo para a marca esportiva NBA's 2015 S/S. Diversas fotos foram lançadas.
Em 25 de março de 2015, foi revelado que Choa se tornaroa nova MC do reality show We Got Married, exibido pela MBC. Em 6 de junho, Choa se tornou modelo para a marca Alba Heaven, ao lado do ator e roterista Yoo Byung-jae. Em 22 de julho, Choa colaborou com Primary e Iron para o lançamento do single Do Not Be Shy. O videoclipe foi oficialmente lançado em 24 de julho.
Em 14 de dezembro de 2015, Choa estreou oficialmente como solista com o lançamento do single Flame.
Em outubro de 2016, Choa foi confirmada como nova MC para o programa de variedades da JTBC, Sing For You, que começou a ser exibido em 3 de dezembro do mesmo ano.
Em 22 de junho de 2017, Choa anunciou que estaria deixando o AOA por meio de uma carta. A FNC entertainment negou, mas no dia 30 de junho confirmou que Choa encerrou o seu contrato com a empresa estaria deixando o grupo. Segue abaixo a carta de Choa:

"Oi, aqui é a Choa. Me desculpem por tantas pessoas se interessarem pelo meu hiatos repentino, e fico grata pela preocupação. É um pouco tarde, mas eu quero contar o porquê do meu descanso e a razão pela qual eu causei tantas deliberações.
Uma vez que o AOA não foi um time que recebeu muito amor logo após o debut, eu sempre fui grata pelo amor que nós tivemos e o considero precioso.
Apesar de ser a mais velha no time, eu ainda sou muito nova e quis chorar inúmeras vezes enquanto trabalhava. Porém, eu sei que a razão que os faz gostar de mim é a minha imagem alegre. Apesar de estar chorando em meu coração, eu precisava parecer feliz. Isso aconteceu repetidamente, e quanto mais eu me forçava, eu me encontrava mais doente.
Para tratar a minha insônia e depressão, eu comecei a usar medicamentos e reduzir o meu trabalho há dois anos. No entanto, como o cansaço não cessou, eu acabei por parar todas as minhas atividades.
Eu tentei voltar ao trabalho enquanto pensava naqueles que esperavam por mim, mas eu senti que se a atenção negativa do meu hiatos continuassem, seria ainda mais prejudicial às outras membros.
Após conversar com a companhia, estou deixando hoje o AOA, e estarei torcendo por minhas companheiras.
Durante os oito anos em que treinei para me tornar uma celebridade e trabalhei como uma, aprendi muitas coisas. Acredito que inclusive esse momento difícil é parte de um processo para que eu cresça. Eu farei 28 anos esse ano, e indo em frente, eu estarei refletindo sobre o meu caos. Para o restante dos meus 20s, eu gostaria de preenchê-los com experiências diferentes que são adequadas à minha idade.
Por agora, não estou pensando em realizar qualquer trabalho fora do meu trabalho individual que já foi planejado. Algum dia, quando eu não me sentir mais assustada e sentir que posso mostrar um lado melhor de mim, e se ainda houver pessoas torcendo por mim, eu gostaria de voltar. Agradeço sinceramente aqueles que me apoiam. Para as membros com quem estive por tanto tempo, e para quem me ajudou a superar o que me falta para ser então ser amada, e para quem amaram à mim e ao AOA, muito obrigada do fundo do meu coração."

### A volta na indústria
Após 3 anos sem aparecer na mídia e o único contato dela com o público ser apenas pelo Instagram no dia do seu aniversário (em 2020 não teve atualização no dia do seu aniversário) no dia 18 de Setembro ChoA atualizou sua conta do Instagram agradecendo aos fãs por todo apoio que a ajudou a cuidar bem de sua saúde.
Ela assinou atualmente com a empresa GREAT M ENTERTAINMENT e já tem um single lançado titulado "Here I Am" (난 여기 있어요) para o dorama "Men Are Men" e no dia 19 de setembro às 20:00 (horário coreano) seu canal do YouTube estará aberto para mostrar mais seu lado pessoal.

## Discografia

### Trilhas sonoras
| Ano  | Título                      | Canção                    | Duração | Artista                    |
| ---- | --------------------------- | ------------------------- | ------- | -------------------------- |
| 2013 | High School Musical OST     | "Breaking Free"           | 03:25   | Dueto com Lee Jae-jin      |
| 2014 | Bride of the Century OST    | "Words I Have Yet to Say" | 04:26   | Solo                       |
| 2015 | 2                           | "Don't Be Shy"            | 03:24   | Primary (feat. Choa, Iron) |
| 2015 | One K Concert               | "One Dream One Korea"     | 04:52   | Vários artistas            |
| 2015 | Two Yoo Project - Sugar Man | "I Guess"                 | 03:48   | Solo                       |
| 2020 | Men Are Men OST             | "Here I Am"               | 4:25    | Solo                       |
| 2020 | Boxtape                     | "Cloud"                   | 4:01    | Primary (feat. Choa)       |
| 2021 | Lovestruck in the City OST  | "Thorn"                   | 4:22    | Solo                       |
| 2021 | Friendly Rivalry OST        | "Don't Touch Mine"        | 2:53    | Solo                       |
| 2022 | Never give up OST           | "I Wish"                  | 2:57    | Solo                       |

### Singles
| Ano  | Título                                       | Melhor posição nas paradas | Vendas               | Álbum                              |
| Ano  | Título                                       | KOR Gaon                   | Vendas               | Álbum                              |
| ---- | -------------------------------------------- | -------------------------- | -------------------- | ---------------------------------- |
| 2015 | "2015 That May Be So" (Piano By Yu Hee Yeol) | 26                         | - KOR (DL): 84,692+  | Two Yoo Project - Sugar Man Part.3 |
| 2015 | "Flame"                                      | 25                         | - KOR (DL): 165,936+ | Flame (Digital Single)             |
| 2017 | "Sing For U" (with Kim Tae-woo)              | –                          | - KOR (DL): –        | Sing For You - The Eighth Story    |
| 2017 | "I Don't Have the Words"                     | –                          | - KOR (DL): –        | Sing For You - The Last Story      |
| 2022 | "Yesterday"                                  | –                          | - KOR (DL): –        | Yesterday (Digital Single)         |
| 2023 | "Butterfly" (with Juncoco)                   | –                          | - KOR (DL): –        | Butterfly (Digital Single)         |

## Filmografia

### Reality shows
| Ano  | Título             | Papel     | Emissora  | Notas  |
| ---- | ------------------ | --------- | --------- | ------ |
| 2013 | Cheongdam-dong 111 | Ela mesma | tvN       | [ 23 ] |
| 2015 | Open-Up AOA!       | Ela mesma | Naver     |        |
| 2015 | One Fine Day       | Ela mesma | MBC Music | [ 24 ] |
| 2016 | Channel AOA        | Ela mesma | OnStyle   |        |

### Programas de variedades
| Ano  | Título                | Papel       | Emissora | Notas  |
| ---- | --------------------- | ----------- | -------- | ------ |
| 2015 | We Got Married        | MC          | MBC      |        |
| 2015 | King of Mask Singer   | Concorrente | MBC      | [ 25 ] |
| 2016 | Girl Who Leapt Charts | Regular MC  | KBS Joy  | [ 26 ] |
| 2016 | Sing For You          | Regular MC  | JTBC     |        |

## Prêmios
| Ano  | Prêmio                   | Categoria            | Trabalho nomeado | Resultado |
| ---- | ------------------------ | -------------------- | ---------------- | --------- |
| 2015 | MBC Entertainment Awards | New Star of the Year | We Got Married   | ganhou    |